# La Conspiration Trevayne
 (juin 2022).
La Conspiration Trevayne (Trevayne) est un roman d'espionnage de l'écrivain américain Robert Ludlum publié initialement en 1973 sous le pseudonyme de Jonathan Ryder.
Le roman est traduit et publié en 1997 en France.

## Résumé
Andrew Trevayne, à peine quarante ans, est riche, heureux et a une réputation de totale indépendance. Aussi quand le président des États-Unis et le Sénat lui demandent de présider une sous commission d'enquête sur les budgets d'armement, il accepte de constituer une équipe d'experts au-dessus de tout soupçon.
Mais Trevayne se heurte à de nombreuses résistances. Le Pentagone et le complexe militaro-industriel le menacent, alors même que l'enjeu de la sous commission se révèle être la survie de la démocratie. Trevayne doit aller jusqu'au bout et n'a pas droit à l'erreur.